# Off the Grid
Off the Grid è un singolo del rapper statunitense Kanye West, pubblicato il 3 settembre 2021 come primo estratto dal decimo album in studio Donda.

## Antefatti
Il 18 luglio 2020 Kanye West ha annunciato per la prima volta la realizzazione dell'album Donda, insieme a una lista tracce provvisoria che includeva anche Off the Grid. Nel mese di dicembre dello stesso anno West ha preso parte in qualità di artista ospite e produttore dell'album Whole Lotta Red di Playboi Carti. Playboi Carti ha registrato il suo verso per Off the Grid durante le sessioni di registrazione per il suo album.
Il brano è stato ufficialmente presentato per la prima volta dal vivo durante il secondo listening party di presentazione dell'album Donda tenutosi presso il Mercedes-Benz Stadium di Atlanta il 5 agosto 2021 e nuovamente al Soldier Field di Chicago il successivo 26 agosto, con l'aggiunta di un verso inedito da parte di West al termine del brano.

## Descrizione
Quarta traccia del disco, Off the Grid contiene parti vocali non accreditate dei rapper statunitensi Playboi Carti e Fivio Foreign.

## Tracce
Testi e musiche di Kanye West, Jordan Carter, Maxie Ryles III, Samuel Gloade, Mark Williams, Raul Cubina, Aswad Asif, David Ruoff, Elias Klughammer, Eric Sloan Jr., Kasen Hughes e Bryson Stafford.
1. Off the Grid – 5:39